# DoReMi Fantasy: Milon no DokiDoki Daibōken
DoReMi Fantasy: Milon no DokiDoki Daibōken (ドレミファンタジー ミロンのドキドキ大冒険, lit. DoReMi Fantasy: Milon's Heart-Pounding Great Adventure) est un jeu vidéo d'action plates-formes en 2D, développé et publié par Hudson Soft, exclusivement sorti le 22 mars 1996 au Japon sur Super Famicom. Il fait suite au jeu Milon's Secret Castle. Le jeu est réédité, et globalement sorti sur Wii en 2008,,.

## Synopsis
L'action se déroule dans un monde imaginaire au moment où Amon, un sorcier malfaisant, kidnappe la fée Alis et est responsable de la disparition de la Musique. Milon, un jeune garçon, part sauver son ami Alis et retrouver la Musique. Pour cela il doit acquérir 5 instruments magiques (une flûte, un accordéon, une trompette, un ocarina et une harpe) ainsi qu'un cristal afin de franchir les niveaux et de confronter Amon.

## Système de jeu
Le jeu se compose de huit mondes : la forêt, le monde des sucreries, la salle de concert, le village, le monde de la neige, le monde de la lave, le monde des jouets, et le château d'Amon, respectivement. Chaque monde se compose de différents niveaux représentés sur une carte d'une manière similaire à celle de Super Mario World.
Milon attaque ses adversaires avec une sorte de sarbacane à bulles, et en leur sautant dessus à la manière de Mario. Le niveau de vie est représenté sous forme de différentes couleurs (rouge, bleu, et vert) du costume de Milon. Une vie supplémentaire est obtenue à chaque fois que 100 notes de musiques sont collectées au cours des niveaux. Parmi les contributions notables, la musique du jeu est composée par Jun Chikuma (en).

## Série
1. Milon's Secret Castle (1986, NES)
2. DoReMi Fantasy: Milon no DokiDoki Daibōken (1996, Super Nintendo)